# Fiskstjärtsmagnolia
Fiskstjärtsmagnolia (Magnolia fraseri) är en art i magnoliasläktet och i familjen magnoliaväxter.
Arten förekommer i östra USA i delstaterna West Virginia, Virginia, Tennessee, North Carolina, Kentucky, Georgia, Alabama, New York och South Carolina. Den växer i kulliga landskap och i bergstrakter mellan 700 och 1500 meter över havet. Fiskstjärtsmagnolia ingår i skogar och den utvecklas bäst i fuktig jord.
Trädet brukas i princip aldrig inom skogsbruket. Det planteras ibland i trädgårdar och stadsparker. Olika djur har sin bon i trädet. Hjortdjur äter trädets kvistar och bark.
För beståndet är inga hota kända. IUCN listar arten som livskraftig (LC).

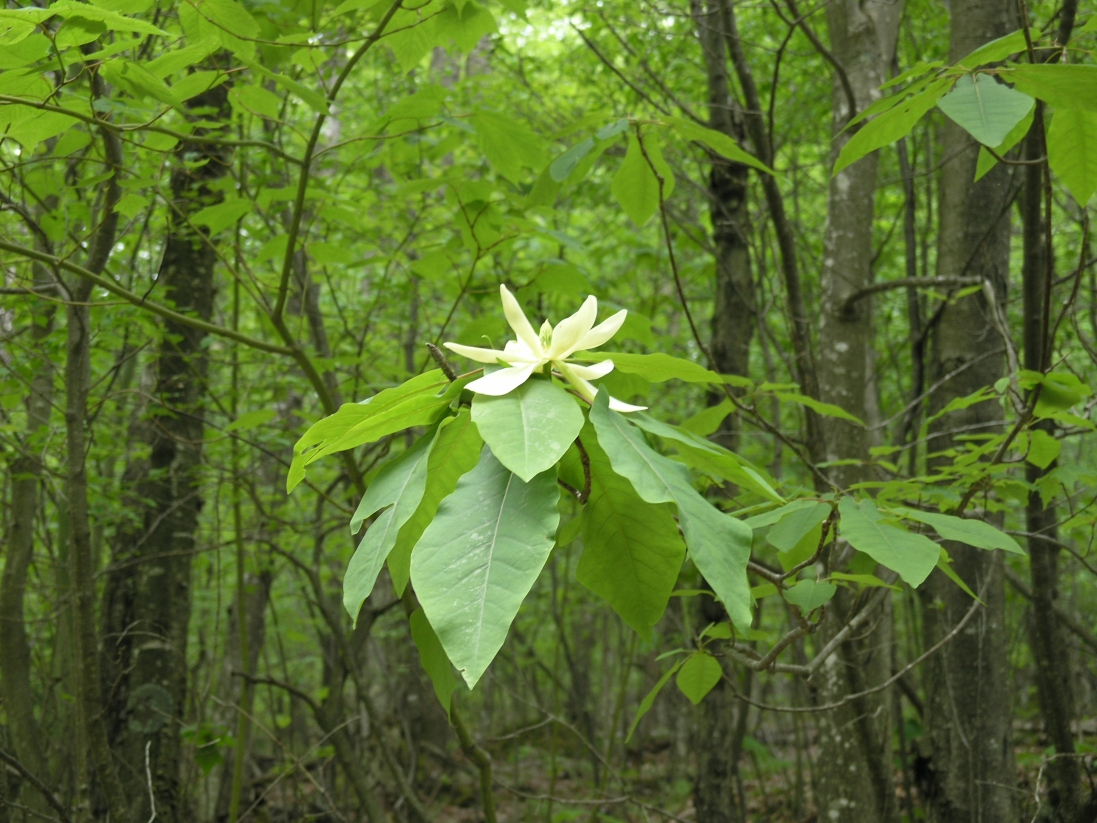
Fiskstjärtsmagnolia